# فهرست برترین گلزنان لیگ قهرمانان اروپا

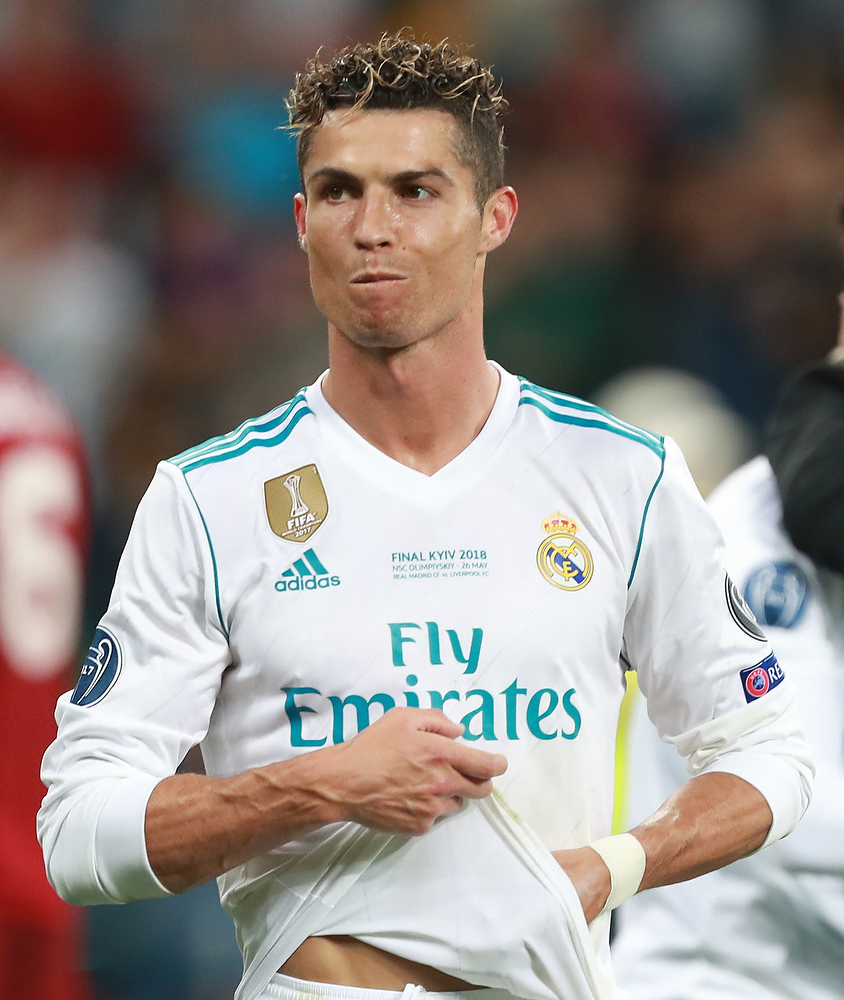
کریستیانو رونالدو با ۱۴۰ گل بهترین گلزن تاریخ این رقابت‌ها است

لیگ قهرمانان اروپا که تا سال ۱۹۹۲ به‌عنوان جام باشگاه‌های قهرمان اروپا یا در اصطلاح عامیانه جام اروپا شناخته می‌شود، یک رقابت سالانه جام فوتبال است که توسط یوفا از سال ۱۹۵۵ برگزار می‌شود. این مسابقات در اصل یک رقابت مستقیم حذفی بود که فقط برای باشگاه‌های قهرمان باز بود اما در طول دههٔ ۱۹۹۰ گسترش یافت تا یک مرحلهٔ گروهی، دور برگشت و تیم‌های بیشتری را شامل شود. این گسترش باعث شد که بازی‌های بیشتری انجام شود و شانس گلزنی بازیکنان افزایش یابد؛ بنابراین رتبه‌بندی به سود بازیکنان مدرن وزن می‌شود. تنها ۷ بازیکن از ۵۱ بازیکن فهرست هرگز در لیگ قهرمانان اصلاح‌شده، رقابت نکردند.
کریستیانو رونالدو با ۱۴۰ گل در حال حاضر بهترین گلزن این رقابت‌ها است. وی در کنار لیونل مسی و روبرت لواندوفسکی جزو تنها کسانی می‌باشد که بالای ۱۰۰ گل در این رقابت‌ها به ثمر رسانده‌است.

## برترین گلزنان تمام دوران
| ‡     | نشان‌دهنده بازیکن در دوره جام باشگاه‌های اروپا |
| پررنگ | نشان دهنده بازیکن حاضر در لیگ قهرمانان اروپا |

- جدول ذیل شامل گلزنی در دور مقدماتی برای صعود به مرحله گروهی نیست[۱][۲][۳]

| رتبه | بازیکن              | تعداد گل | تعداد بازی | نرخ گلزنی | سال‌ها     | باشگاه(ها)                                                                |
| ---- | ------------------- | -------- | ---------- | --------- | --------- | ------------------------------------------------------------------------- |
| ۱    | کریستیانو رونالدو   | ۱۴۰      | ۱۸۳        | ۰.۷۷      | ۲۰۰۳–۲۰۲۳ | منچستر یونایتد رئال مادرید یوونتوس                                        |
| ۲    | لیونل مسی           | ۱۲۹      | ۱۶۳        | ۰.۷۹      | ۲۰۰۵–۲۰۲۳ | بارسلونا پاری سن ژرمن                                                     |
| ۳    | روبرت لواندوفسکی    | ۱۰۵      | ۱۳۱        | ۰.۸۱      | ۲۰۱۱–     | بروسیا دورتموند بایرن مونیخ بارسلونا                                      |
| ۴    | کریم بنزما          | ۹۰       | ۱۵۲        | ۰.۵۹      | ۲۰۰۶–۲۰۲۳ | المپیک لیون رئال مادرید                                                   |
| ۵    | رائول گونزالس       | ۷۱       | ۱۴۲        | ۰.۵       | ۱۹۹۵–۲۰۱۱ | رئال مادرید شالکه ۰۴                                                      |
| ۶    | رود فان نیستلروی    | ۵۶       | ۷۳         | ۰.۷۷      | ۱۹۹۸–۲۰۰۹ | پی‌اس‌وی آیندهوون منچستر یونایتد رئال مادرید                                |
| ۷    | توماس مولر          | ۵۵       | ۱۵۶        | ۰.۳۵      | ۲۰۰۸–     | بایرن مونیخ                                                               |
| ۸    | تیری آنری           | ۵۰       | ۱۱۲        | ۰.۴۵      | ۱۹۹۷–۲۰۱۲ | موناکو آرسنال بارسلونا                                                    |
| ۸    | کیلیان امباپه       | ۵۰       | ۷۹         | ۰.۶۳      | ۲۰۱۶–     | پاری سن-ژرمن رئال مادرید                                                  |
| ۹    | آلفردو دی استفانو ‡ | ۴۹       | ۵۸         | ۰.۸۴      | ۱۹۵۵–۱۹۶۴ | رئال مادرید                                                               |
| ۱۱   | آندری شوچنکو        | ۴۸       | ۱۰۰        | ۰.۴۸      | ۱۹۹۴–۲۰۱۲ | دینامو کیف آ.ث. میلان چلسی                                                |
| ۱۱   | زلاتان ابراهیموویچ  | ۴۸       | ۱۲۴        | ۰.۳۹      | ۲۰۰۱–۲۰۲۱ | آژاکس یوونتوس اینتر میلان بارسلونا آ.ث. میلان پاری سن-ژرمن منچستر یونایتد |
| ۱۳   | ارلینگ هالند        | ۴۶       | ۴۵         | ۱.۰۲      | ۲۰۱۹–     | ردبول سالتسبورگ دورتموند منچستر سیتی                                      |
| ۱۳   | اوزه‌بیو ‡           | ۴۶       | ۶۵         | ۰.۷۱      | ۱۹۶۱–۱۹۷۴ | بنفیکا                                                                    |
| ۱۳   | فیلیپو اینزاگی      | ۴۶       | ۸۱         | ۰.۵۷      | ۱۹۹۷–۲۰۱۲ | یوونتوس آ.ث. میلان                                                        |
| ۱۳   | محمد صلاح           | ۴۶       | ۸۵         | ۰.۵۴      | ۲۰۱۳–     | بازل چلسی رم لیورپول                                                      |
| ۱۷   | دیدیه دروگبا        | ۴۴       | ۹۲         | ۰.۴۸      | ۲۰۰۳–۲۰۱۵ | المپیک مارسی چلسی گالاتاسرای                                              |
| ۱۸   | نیمار               | ۴۳       | ۸۱         | ۰.۵۳      | ۲۰۱۳–۲۰۲۲ | بارسلونا پاری سن-ژرمن                                                     |
| ۱۹   | آلساندرو دل‌پیرو     | ۴۲       | ۸۹         | ۰.۴۷      | ۱۹۹۵–۲۰۰۹ | یوونتوس                                                                   |
| ۲۰   | سرخیو آگوئرو        | ۴۱       | ۷۲         | ۰.۵۲      | ۲۰۰۸–۲۰۲۱ | اتلتیکو مادرید منچستر سیتی بارسلونا                                       |
| ۲۱   | آنتوان گریزمن       | ۴۰       | ۱۰۱        | ۰.۴       | ۲۰۱۴–     | رئال سوسیداد اتلتیکو مادرید بارسلونا                                      |
| ۲۲   | فرانس پوشکاش ‡      | ۳۶       | ۴۱         | ۰.۸۸      | ۱۹۵۶–۱۹۶۶ | بوداپست هونود رئال مادرید                                                 |
| ۲۳   | ادینسون کاوانی      | ۳۵       | ۷۰         | ۰.۵       | ۲۰۱۱–۲۰۲۲ | ناپولی پاری سن-ژرمن منچستر یونایتد                                        |
| ۲۴   | گرد مولر ‡          | ۳۴       | ۳۵         | ۰.۹۷      | ۱۹۶۹–۱۹۷۷ | بایرن مونیخ                                                               |
| ۲۴   | هری کین             | ۳۴       | ۴۹         | ۰.۶۹      | ۲۰۱۶–     | تاتنهام بایرن مونیخ                                                       |
| ۲۶   | فرناندو مورینتس     | ۳۳       | ۹۳         | ۰.۳۵      | ۱۹۹۷–۲۰۰۹ | رئال مادرید موناکو لیورپول والنسیا                                        |
| ۲۷   | آرین روبن           | ۳۱       | ۱۱۰        | ۰.۲۸      | ۲۰۰۲–۲۰۱۸ | پی‌اس‌وی آیندهوون چلسی رئال مادرید بایرن مونیخ                              |
| ۲۸   | ساموئل اتوئو        | ۳۰       | ۷۸         | ۰.۳۸      | ۱۹۹۹–۲۰۱۴ | رئال مایورکا بارسلونا اینتر میلان چلسی                                    |
| ۲۸   | وین رونی            | ۳۰       | ۸۵         | ۰.۳۵      | ۲۰۰۴–۲۰۱۵ | منچستر یونایتد                                                            |
| ۲۸   | کاکا                | ۳۰       | ۸۶         | ۰.۳۵      | ۲۰۰۳–۲۰۱۴ | آ.ث. میلان رئال مادرید                                                    |
| ۲۸   | فرانسیسکو خنتو ‡    | ۳۰       | ۸۹         | ۰.۳۴      | ۱۹۵۵–۱۹۶۹ | رئال مادرید                                                               |
| ۳۲   | دیوید ترزگه         | ۲۹       | ۵۸         | ۰.۵       | ۱۹۹۷–۲۰۰۹ | موناکو یوونتوس                                                            |
| ۳۲   | روی ماکای           | ۲۹       | ۶۱         | ۰.۴۸      | ۲۰۰۰–۲۰۰۷ | دپورتیوو لا کرونیا بایرن مونیخ                                            |
| ۳۲   | پاتریک کلایورت      | ۲۹       | ۷۱         | ۰.۴۱      | ۱۹۹۴–۲۰۰۶ | آژاکس بارسلونا                                                            |
| ۳۲   | ادین ژکو            | ۲۹       | ۷۴         | ۰.۳۹      | ۲۰۰۹–     | وولفسبورگ منچستر سیتی آ.اس. رم اینتر میلان                                |
| ۳۲   | آلوارو موراتا       | ۲۹       | ۸۷         | ۰.۳۳      | ۲۰۱۲–     | رئال مادرید یوونتوس چلسی اتلتیکو مادرید آ.ث. میلان                        |
| ۳۷   | ژان-پیر پاپن ‡      | ۲۸       | ۳۷         | ۰.۷۶      | ۱۹۸۹–۱۹۹۴ | المپیک مارسی آ.ث. میلان بایرن مونیخ                                       |
| ۳۷   | رایان گیگز          | ۲۸       | ۱۴۵        | ۰.۱۹      | ۱۹۹۳–۲۰۱۴ | منچستر یونایتد                                                            |
| ۳۹   | سادیو مانه          | ۲۷       | ۶۳         | ۰.۴۳      | ۲۰۰۷–۲۰۲۳ | لیورپول بایرن مونیخ                                                       |
| ۳۹   | لوییس سوارز         | ۲۷       | ۷۳         | ۰.۳۷      | ۲۰۱۰–۲۰۲۲ | آژاکس بارسلونا اتلتیکو مادرید                                             |
| ۳۹   | ریوالدو             | ۲۷       | ۷۳         | ۰.۳۷      | ۱۹۹۷–۲۰۰۷ | بارسلونا آ.ث. میلان المپیاکوس                                             |
| ۳۹   | رحیم استرلینگ       | ۲۷       | ۸۴         | ۰.۳۲      | ۲۰۱۴–     | لیورپول منچستر سیتی چلسی آرسنال                                           |
| ۴۳   | ماریو گومز          | ۲۶       | ۴۴         | ۰.۵۹      | ۲۰۰۷–۲۰۱۳ | اشتوتگارت بایرن مونیخ                                                     |
| ۴۳   | وینیسیوس جونیور     | ۲۶       | ۶۱         | ۰.۴۳      | ۲۰۱۸–     | رئال مادرید                                                               |
| ۴۴   | ماریو جاردل         | ۲۵       | ۴۶         | ۰.۵۴      | ۱۹۹۶–۲۰۰۱ | پورتو گالاتاسرای                                                          |
| ۴۴   | رابین فن پرسی       | ۲۵       | ۵۹         | ۰.۴۲      | ۲۰۰۲–۲۰۱۴ | آرسنال منچستر یونایتد                                                     |
| ۴۴   | ارنان کرسپو         | ۲۵       | ۶۵         | ۰.۳۸      | ۱۹۹۷–۲۰۰۷ | پارما لاتزیو اینتر میلان چلسی آ.ث. میلان                                  |
| ۴۸   | ژوزه آلتافینی ‡     | ۲۴       | ۲۸         | ۰.۸۶      | ۱۹۵۹–۱۹۷۶ | آ.ث. میلان یوونتوس                                                        |
| ۴۸   | مارکو سیمونه ‡      | ۲۴       | ۴۶         | ۰.۵۲      | ۱۹۸۹–۲۰۰۱ | آ.ث. میلان پاری سن-ژرمن موناکو                                            |
| ۴۸   | گابریل ژسوس         | ۲۴       | ۵۱         | ۰.۴۷      | ۲۰۱۷–     | منچستر سیتی آرسنال                                                        |
| ۴۸   | ژوزه آئوگوشتو ‡     | ۲۴       | ۵۶         | ۰.۴۳      | ۱۹۶۰–۱۹۶۹ | بنفیکا                                                                    |
| ۴۸   | الیویه ژیرو         | ۲۴       | ۶۴         | ۰.۳۸      | ۲۰۱۲–۲۰۲۳ | آرسنال چلسی آ.ث. میلان                                                    |
| ۴۸   | جیووانی البر        | ۲۴       | ۶۹         | ۰.۳۵      | ۱۹۹۷–۲۰۰۴ | بایرن مونیخ المپیک لیون                                                   |
| ۴۸   | مارکو رویس          | ۲۴       | ۷۲         | ۰.۳۳      | ۲۰۱۲–۲۰۲۴ | دورتموند                                                                  |
| ۴۸   | گونسالو ایگواین     | ۲۴       | ۸۳         | ۰.۲۹      | ۲۰۰۷–۲۰۲۰ | رئال مادرید ناپولی یوونتوس                                                |
| ۴۸   | لوئیس فیگو          | ۲۴       | ۱۰۳        | ۰.۲۳      | ۱۹۹۷–۲۰۰۹ | بارسلونا رئال مادرید اینتر میلان                                          |
| ۴۸   | آنخل دی ماریا       | ۲۴       | ۱۱۳        | ۰.۲۱      | ۲۰۰۷–     | رئال مادرید پاری سن-ژرمن یوونتوس بنفیکا                                   |
| ۴۸   | پل اسکولز           | ۲۴       | ۱۲۴        | ۰.۱۹      | ۱۹۹۷–۲۰۰۹ | منچستر یونایتد                                                            |

یادداشت‌ها
1. ↑  Ronaldo additionally scored one goal[۴] in four qualification matches.
2. ↑  Van Nistelrooy additionally scored four goals in eight qualification matches.
3. ↑  Henry additionally scored one goal in three qualification matches.
4. ↑  Shevchenko additionally scored 11 goals in 16 qualification matches.
5. ↑  Inzaghi additionally scored four goals in four qualification matches.
6. ↑  Del Piero additionally scored two goals in three qualification matches.
7. ↑  Agüero additionally scored six goals in four qualification matches.
8. ↑  Morientes additionally scored six goals in 11 qualification matches.
9. ↑  Robben additionally scored one goal in one qualification match.
10. ↑  Eto'o additionally scored three goals in four qualification matches.
11. ↑  Rooney additionally scored four goals in three qualification matches.
12. ↑  Trezeguet additionally scored three goals in three qualification matches.
13. ↑  Kluivert additionally scored one goal in four qualification matches.
14. ↑  Giggs additionally scored two goals in 10 qualification matches.
15. ↑  Rivaldo additionally scored four goals in five qualification matches.
16. ↑  Gómez additionally scored one goal in two qualification matches.
17. ↑  Jardel additionally scored three goals in two qualification matches.
18. ↑  Van Persie additionally scored two goals in nine qualification matches.
19. ↑  Crespo additionally scored three goals in five qualification matches.
20. ↑  Simone additionally scored one goal in two qualification matches.

## برترین گلزنان هر فصل
- جدول ذیل شامل گلزنی در دور مقدماتی برای صعود به مرحله گروهی نیست[۱۱]

| فصل       | بازیکن              | باشگاه                       | تعداد گل |
| --------- | ------------------- | ---------------------------- | -------- |
| ۵۶–۱۹۵۵   | میلوش میلوتینوویچ   | پارتیزان                     | ۸        |
| ۵۷–۱۹۵۶   | دنیس ویولت          | منچستر یونایتد               | ۹        |
| ۵۸–۱۹۵۷   | آلفردو دی استفانو   | رئال مادرید                  | ۱۰       |
| ۵۹–۱۹۵۸   | ژوست فونتن          | ریمس                         | ۱۰       |
| ۶۰–۱۹۵۹   | فرانس پوشکاش        | رئال مادرید                  | ۱۲       |
| ۶۱–۱۹۶۰   | خوزه آگواس          | بنفیکا                       | ۱۱       |
| ۶۲–۱۹۶۱   | هاینتس اشترل        | نورنبرگ                      | ۸        |
| ۶۳–۱۹۶۲   | ژوزه آلتافینی       | آ.ث. میلان                   | ۱۴       |
| ۶۴–۱۹۶۳   | ولادیتسا کوواچویچ   | پارتیزان                     | ۷        |
| ۶۴–۱۹۶۳   | ساندرو ماتزولا      | اینتر میلان                  | ۷        |
| ۶۴–۱۹۶۳   | فرانس پوشکاش        | رئال مادرید                  | ۷        |
| ۶۵–۱۹۶۴   | اوزه‌بیو             | بنفیکا                       | ۹        |
| ۶۵–۱۹۶۴   | ژوزه آئوگوشتو       | بنفیکا                       | ۹        |
| ۶۶–۱۹۶۵   | فلوریان آلبرت       | فرنتس‌واروش                   | ۷        |
| ۶۶–۱۹۶۵   | اوزه‌بیو             | بنفیکا                       | ۷        |
| ۶۷–۱۹۶۶   | یورگن پیپنبورگ      | اف‌سی فرانکفورت               | ۶        |
| ۶۷–۱۹۶۶   | پل فن هیمست         | اندرلشت                      | ۶        |
| ۶۸–۱۹۶۷   | اوزه‌بیو             | بنفیکا                       | ۶        |
| ۶۹–۱۹۶۸   | دنیس لا             | منچستر یونایتد               | ۹        |
| ۷۰–۱۹۶۹   | میک جونز            | لیدز یونایتد                 | ۸        |
| ۷۱–۱۹۷۰   | آنتونیس آنتونیادیس  | پاناتینایکوس                 | ۱۰       |
| ۷۲–۱۹۷۱   | یوهان کرایف         | آژاکس                        | ۵        |
| ۷۲–۱۹۷۱   | آنتال دونائی        | اوی‌پشت                       | ۵        |
| ۷۲–۱۹۷۱   | لو مکاری            | سلتیک                        | ۵        |
| ۷۲–۱۹۷۱   | سیلوستر تاکاچ       | استاندارد لیژ                | ۵        |
| ۷۳–۱۹۷۲   | گرد مولر            | بایرن مونیخ                  | ۱۱       |
| ۷۴–۱۹۷۳   | گرد مولر            | بایرن مونیخ                  | ۸        |
| ۷۵–۱۹۷۴   | گرد مولر            | بایرن مونیخ                  | ۵        |
| ۷۵–۱۹۷۴   | ادوارد مارکاروف     | آرارات ایروان                | ۵        |
| ۷۶–۱۹۷۵   | یوپ هاینکس          | بروسیا مونشن‌گلادباخ          | ۶        |
| ۷۷–۱۹۷۶   | گرد مولر            | بایرن مونیخ                  | ۵        |
| ۷۷–۱۹۷۶   | فرانکو کوسینوتا     | زوریخ                        | ۵        |
| ۷۸–۱۹۷۷   | آلان سیمونسن        | بروسیا مونشن‌گلادباخ          | ۵        |
| ۷۹–۱۹۷۸   | کلودیو سولسر        | گراس‌هاپر زوریخ               | ۱۱       |
| ۸۰–۱۹۷۹   | سورن لربی           | آژاکس                        | ۱۰       |
| ۸۱–۱۹۸۰   | تری مک‌درموت         | لیورپول                      | ۶        |
| ۸۱–۱۹۸۰   | گریم سونس           | لیورپول                      | ۶        |
| ۸۱–۱۹۸۰   | کارل-هاینتس رومنیگه | بایرن مونیخ                  | ۶        |
| ۸۲–۱۹۸۱   | دیتر هوئنس          | بایرن مونیخ                  | ۷        |
| ۸۳–۱۹۸۲   | پائولو روسی         | یوونتوس                      | ۶        |
| ۸۴–۱۹۸۳   | ویکتور سوکول        | دینامو مینسک                 | ۶        |
| ۸۵–۱۹۸۴   | توربیون نیلسون      | گوتبورگ                      | ۷        |
| ۸۵–۱۹۸۴   | میشل پلاتینی        | یوونتوس                      | ۷        |
| ۸۶–۱۹۸۵   | توربیون نیلسون      | گوتبورگ                      | ۶        |
| ۸۷–۱۹۸۶   | بوریسلاو کوتکوویچ   | ستاره سرخ بلگراد             | ۷        |
| ۸۸–۱۹۸۷   | گئورگی هاجی         | استوا بخارست                 | ۴        |
| ۸۸–۱۹۸۷   | ژان-مارک فراری      | بوردو                        | ۴        |
| ۸۸–۱۹۸۷   | رابح ماجر           | پورتو                        | ۴        |
| ۸۸–۱۹۸۷   | آلی مکویست          | رنجرز                        | ۴        |
| ۸۸–۱۹۸۷   | میشل                | رئال مادرید                  | ۴        |
| ۸۸–۱۹۸۷   | روی آگواس           | بنفیکا                       | ۴        |
| ۸۹–۱۹۸۸   | مارکو فان باستن     | آ.ث. میلان                   | ۱۰       |
| ۹۰–۱۹۸۹   | روماریو             | پی‌اس‌وی آیندهوون              | ۶        |
| ۹۰–۱۹۸۹   | ژان-پیر پاپن        | المپیک مارسی                 | ۶        |
| ۹۱–۱۹۹۰   | پیتر پاکولت         | باشگاه فوتبال تیرول اینسبروک | ۶        |
| ۹۱–۱۹۹۰   | ژان-پیر پاپن        | المپیک مارسی                 | ۶        |
| ۹۲–۱۹۹۱   | سرگئی یوران         | بنفیکا                       | ۷        |
| ۹۲–۱۹۹۱   | ژان-پیر پاپن        | المپیک مارسی                 | ۷        |
| ۹۳–۱۹۹۲   | فرانک سوازی         | المپیک مارسی                 | ۵        |
| ۹۴–۱۹۹۳   | رونالد کومان        | بارسلونا                     | ۸        |
| ۹۵–۱۹۹۴   | جرج وه‌آ             | پاری سن-ژرمن                 | ۷        |
| ۹۶–۱۹۹۵   | یاری لیتمانن        | آژاکس                        | ۹        |
| ۹۷–۱۹۹۶   | میلینکو پانتیچ      | اتلتیکو مادرید               | ۵        |
| ۹۸–۱۹۹۷   | آلساندرو دل‌پیرو     | یوونتوس                      | ۱۰       |
| ۹۹–۱۹۹۸   | آندری شوچنکو        | دینامو کی‌یف                  | ۸        |
| ۹۹–۱۹۹۸   | دوایت یورک          | منچستر یونایتد               | ۸        |
| ۲۰۰۰–۱۹۹۹ | ماریو جاردل         | پورتو                        | ۱۰       |
| ۲۰۰۰–۱۹۹۹ | ریوالدو             | بارسلونا                     | ۱۰       |
| ۲۰۰۰–۱۹۹۹ | رائول               | رئال مادرید                  | ۱۰       |
| ۰۱–۲۰۰۰   | رائول               | رئال مادرید                  | ۷        |
| ۰۲–۲۰۰۱   | رود فان نیستلروی    | منچستر یونایتد               | ۱۰       |
| ۰۳–۲۰۰۲   | رود فان نیستلروی    | منچستر یونایتد               | ۱۲       |
| ۰۴–۲۰۰۳   | فرناندو مورینتس     | موناکو                       | ۹        |
| ۰۵–۲۰۰۴   | رود فان نیستلروی    | منچستر یونایتد               | ۸        |
| ۰۶–۲۰۰۵   | آندری شوچنکو        | آ.ث. میلان                   | ۹        |
| ۰۷–۲۰۰۶   | کاکا                | آ.ث. میلان                   | ۱۰       |
| ۰۸–۲۰۰۷   | کریستیانو رونالدو   | منچستر یونایتد               | ۸        |
| ۰۹–۲۰۰۸   | لیونل مسی           | بارسلونا                     | ۹        |
| ۱۰–۲۰۰۹   | لیونل مسی           | بارسلونا                     | ۸        |
| ۱۱–۲۰۱۰   | لیونل مسی           | بارسلونا                     | ۱۲       |
| ۱۲–۲۰۱۱   | لیونل مسی           | بارسلونا                     | ۱۴       |
| ۱۳–۲۰۱۲   | کریستیانو رونالدو   | رئال مادرید                  | ۱۲       |
| ۱۴–۲۰۱۳   | کریستیانو رونالدو   | رئال مادرید                  | ۱۷       |
| ۱۵–۲۰۱۴   | نیمار               | بارسلونا                     | ۱۰       |
| ۱۵–۲۰۱۴   | کریستیانو رونالدو   | رئال مادرید                  | ۱۰       |
| ۱۵–۲۰۱۴   | لیونل مسی           | بارسلونا                     | ۱۰       |
| ۱۶–۲۰۱۵   | کریستیانو رونالدو   | رئال مادرید                  | ۱۴       |
| ۱۷–۲۰۱۶   | کریستیانو رونالدو   | رئال مادرید                  | ۱۲       |
| ۱۸–۲۰۱۷   | کریستیانو رونالدو   | رئال مادرید                  | ۱۵       |
| ۱۹–۲۰۱۸   | لیونل مسی           | بارسلونا                     | ۱۲       |
| ۲۰–۲۰۱۹   | روبرت لواندوفسکی    | بایرن مونیخ                  | ۱۵       |
| ۲۰۲۰-۲۱   | ارلینگ هالند        | بروسیا دورتموند              | ۱۰       |
| ۲۰۲۱-۲۲   | کریم بنزما          | رئال مادرید                  | ۱۵       |
| ۲۰۲۲-۲۳   | ارلینگ هالند        | منچستر سیتی                  | ۱۲       |
| ۲۰۲۳-۲۴   | هری کین             | بایرن مونیخ                  | ۸        |
| ۲۰۲۳-۲۴   | کیلیان امباپه       | پاری سن-ژرمن                 | ۸        |

### بر پایه بازیکن
| بازیکن            | عنوان‌ها | فصل‌ها                                                         |
| ----------------- | ------- | ------------------------------------------------------------- |
| کریستیانو رونالدو | ۷       | ۰۸–۲۰۰۷، ۱۳–۲۰۱۲، ۱۴–۲۰۱۳، ۱۵–۲۰۱۴، ۱۶–۲۰۱۵، ۱۷–۲۰۱۶، ۱۸–۲۰۱۷ |
| لیونل مسی         | ۶       | ۰۹–۲۰۰۸، ۱۰–۲۰۰۹، ۱۱–۲۰۱۰، ۱۲–۲۰۱۱، ۱۵–۲۰۱۴، ۱۹–۲۰۱۸          |
| گرد مولر          | ۴       | ۷۳–۱۹۷۲، ۷۴–۱۹۷۳، ۷۵–۱۹۷۴، ۷۷–۱۹۷۶                            |
| اوزه‌بیو           | ۳       | ۶۵–۱۹۶۴, ۶۶–۱۹۶۵, ۶۸–۱۹۶۷                                     |
| ژان-پیر پاپن      | ۳       | ۹۰–۱۹۸۹، ۹۱–۱۹۹۰، ۹۲–۱۹۹۱                                     |
| رود فان نیستلروی  | ۳       | ۰۲–۲۰۰۱، ۰۳–۲۰۰۲، ۰۵–۲۰۰۴                                     |
| فرانس پوشکاش      | ۲       | ۶۰–۱۹۵۹، ۶۴–۱۹۶۳                                              |
| توربیون نیلسون    | ۲       | ۸۵–۱۹۸۴, ۸۶–۱۹۸۵                                              |
| رائول             | ۲       | ۲۰۰۰–۱۹۹۹، ۰۱–۲۰۰۰                                            |
| آندری شوچنکو      | ۲       | ۹۹–۱۹۹۸، ۰۶–۲۰۰۵                                              |
| ارلینگ هالند      | ۲       | ۲۰۲۰-۲۱، ۲۰۲۲-۲۳                                              |

### بر پایه کشور
| کشور                          | عنوان‌ها | فصل‌ها |
| ----------------------------- | ------- | --- |
| پرتغال                        | ۱۳      | ۶۱–۱۹۶۰، ۶۵–۱۹۶۴، ۶۵–۱۹۶۴، ۶۶–۱۹۶۵، ۶۸–۱۹۶۷، ۸۸–۱۹۸۷، ۰۸–۲۰۰۷، ۱۳–۲۰۱۲، ۱۴–۲۰۱۳، ۱۵–۲۰۱۴، ۱۶–۲۰۱۵، ۱۷–۲۰۱۶، ۱۸–۲۰۱۷ |
| آلمان غربی                    | ۸       | ۶۲–۱۹۶۱، ۷۳–۱۹۷۲، ۷۴–۱۹۷۳، ۷۵–۱۹۷۴، ۷۶–۱۹۷۵، ۷۷–۱۹۷۶، ۸۱–۱۹۸۰، ۸۲–۱۹۸۱                                              |
| آرژانتین                      | ۷       | ۵۸–۱۹۵۷، ۰۹–۲۰۰۸، ۱۰–۲۰۰۹، ۱۱–۲۰۱۰، ۱۲–۲۰۱۱، ۱۵–۲۰۱۴، ۱۹–۲۰۱۸                                                       |
| فرانسه                        | ۷       | ۵۹–۱۹۵۸، ۸۵–۱۹۸۴، ۸۸–۱۹۸۷، ۹۰–۱۹۸۹، ۹۱–۱۹۹۰، ۹۲–۱۹۹۱، ۹۳–۱۹۹۲                                                       |
| یوگسلاوی                      | ۵       | ۵۶–۱۹۵۵، ۶۴–۱۹۶۳، ۷۲–۱۹۷۱، ۸۷–۱۹۸۶، ۹۷–۱۹۹۶                                                                         |
| ایتالیا                       | ۵       | ۶۳–۱۹۶۲، ۶۴–۱۹۶۳، ۷۷–۱۹۷۶، ۸۳–۱۹۸۲، ۹۸–۱۹۹۷                                                                         |
| هلند                          | ۵       | ۷۲–۱۹۷۱، ۸۹–۱۹۸۸، ۰۲–۲۰۰۱، ۰۳–۲۰۰۲، ۰۵–۲۰۰۴                                                                         |
| برزیل                         | ۵       | ۹۰–۱۹۸۹، ۲۰۰۰–۱۹۹۹، ۰۷–۲۰۰۶، ۱۵–۲۰۱۴                                                                                |
| مجارستان                      | ۴       | ۶۰–۱۹۵۹, ۶۴–۱۹۶۳, ۶۶–۱۹۶۵, ۷۲–۱۹۷۱                                                                                  |
| اسکاتلند                      | ۴       | ۶۹–۱۹۶۸، ۷۲–۱۹۷۱، ۸۱–۱۹۸۰، ۸۸–۱۹۸۷                                                                                  |
| اسپانیا                       | ۴       | ۸۸–۱۹۸۷، ۲۰۰۰–۱۹۹۹، ۰۱–۲۰۰۰، ۰۴–۲۰۰۳                                                                                |
| انگلستان                      | ۳       | ۵۷–۱۹۵۶، ۷۰–۱۹۶۹، ۸۱–۱۹۸۰                                                                                           |
| اوکراین                       | ۳       | ۹۲–۱۹۹۱، ۹۹–۱۹۹۸، ۰۶–۲۰۰۵                                                                                           |
| اتحاد جماهیر شوروی سوسیالیستی | ۲       | ۷۵–۱۹۷۴، ۸۴–۱۹۸۳ |
| دانمارک                       | ۲       | ۷۸–۱۹۷۷، ۸۰–۱۹۷۹ |
| سوئد                          | ۲       | ۸۵–۱۹۸۴، ۸۶–۱۹۸۵ |
| نروژ                          | ۲       | ۲۰۲۰-۲۱، ۲۰۲۲-۲۳ |

یادداشت‌ها
1. 1 2  Two Portuguese players were joint top scorers in this season.
2. ↑  Two Brazilian players were joint top scorers in this season.